# Janis Joplin

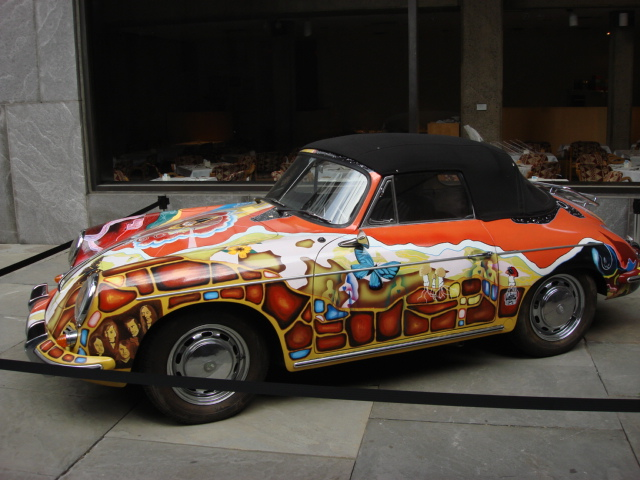
Joplins Porsche 356 convertible

Janis Lyn Joplin (Port Arthur, 19 januari 1943 – Los Angeles, 4 oktober 1970) was een Amerikaans zangeres.

## Biografie
Joplins vader werkte bij Texaco Oil Company en haar moeder was administrateur. Joplin bezocht in de vroege jaren zestig enkele universiteiten, maar studeerde nooit af. De muziek trok haar meer en dan met name de blues, rock-'n-roll en soul. Grote voorbeelden voor haar waren Odetta, Lead Belly, Bessie Smith, Big Mama Thornton en Otis Redding. In 1963 woonde Joplin enige tijd in San Francisco waar ze aan harddrugs verslaafd raakte, maar ze keerde al snel terug naar Port Arthur om af te kicken.
In 1966 vertrok Joplin opnieuw naar San Francisco op uitnodiging van de impresario van Big Brother and the Holding Company, Chet Helms. In het begin was de band niet succesvol, maar de grote doorbraak kwam met het optreden op het Monterey Pop Festival in 1967. Met het album dat daarna verscheen, Cheap Thrills, vestigde Joplin definitief haar naam als blueszangeres. Het bekende lied van de Canadese dichter/zanger Leonard Cohen, Chelsea Hotel No 2, werd geschreven voor Joplin.
Op het Woodstock festival in augustus 1969 was Joplin een van de publiekstrekkers.
Joplin besloot Big Brother and the Holding Company te verlaten en begon The Kozmic Blues Band en later The Full Tilt Boogie Band. Met deze laatste band maakte ze het album Pearl. Haar laatste opnames waren het lied Mercedes Benz en een verjaardagswens voor John Lennon.
De uitnodiging om naar San Francisco te komen om bij Big Brother and the Holding Company te gaan zingen, bood uitkomst. Dat was echter maar van korte duur; terwijl de band steeds meer successen boekte, steeg niet alleen Joplins inkomen maar ook de druk om te presteren. Deze druk kon zij niet aan en zij greep opnieuw naar alcohol en opiaten.
Het album Pearl verscheen postuum in 1971. Een van Joplins bekendste nummers hierop, het door Kris Kristofferson geschreven Me and Bobby McGee, nam zij enkele dagen voor haar dood op.
Joplin overleed op 27-jarige leeftijd aan een overdosis heroïne. Zij werd op 4 oktober 1970 dood gevonden in haar hotelkamer in Los Angeles. Het vermoeden bestaat dat de heroïne die haar fataal werd, sterker was dan anders, aangezien ook andere klanten van haar drugsdealer die week aan een overdosis overleden. Dat Joplins dood veroorzaakt was door een overdosis kwam niet echt als een verrassing. Een groot deel van haar leven had zij te kampen met een drugsprobleem. Als kind had ze al de bijnaam 'speedfreak' en dat was zeker niet voor niets; op haar dieptepunt woog zij nog maar 40 kilo. Joplin is een van de originele 'leden' van de 27 club: in een periode van twee jaar overleden vier bekende artiesten op 27-jarige leeftijd. Sindsdien wordt de term 27 club veelal gebruikt voor elke artiest die op die leeftijd overlijdt.
Nog steeds wordt Joplin beschouwd als een van de invloedrijkste blueszangeressen van de jaren zestig. Joplins songteksten weerspiegelen een gevoel van pijn en eenzaamheid van een vrouw die een laag zelfbeeld had en gekweld werd door een gebrek aan zelfvertrouwen. In 2013 kreeg Joplin een ster op de Hollywood Walk of Fame. In 2015 verscheen de documentaire Janis: Little Girl Blue van de hand van Amy Berg, die hierin het leven van Joplin in beeld brengt.

## Discografie

### Albums
| Album met eventuele hitnotering(en) in de Nederlandse Album Top 100 | Datum van verschijnen | Datum van binnenkomst | Hoogste positie | Aantal weken | Opmerkingen   |
| ------------------------------------------------------------------- | --------------------- | --------------------- | --------------- | ------------ | ------------- |
| Pearl                                                               | 1971                  | 06-03-1971            | 2               | 28           |               |
| The Essential                                                       | 14-01-2003            | 19-04-2003            | 100             | 1            | Verzamelalbum |
| Cry Baby - The Ultimate Collection                                  | 10-08-2009            | 22-08-2009            | 12              | 6            | Verzamelalbum |

| Album met hitnotering(en) in de Vlaamse Ultratop 200 albums | Datum van verschijnen | Datum van binnenkomst | Hoogste positie | Aantal weken | Opmerkingen   |
| ----------------------------------------------------------- | --------------------- | --------------------- | --------------- | ------------ | ------------- |
| Cry baby - The Ultimate Collection                          | 2009                  | 29-08-2009            | 92              | 1            | Verzamelalbum |

### Singles
| Single met eventuele hitnotering(en) in de Nederlandse Top 40 | Datum van verschijnen | Datum van binnenkomst | Hoogste positie | Aantal weken | Opmerkingen |
| ------------------------------------------------------------- | --------------------- | --------------------- | --------------- | ------------ | ----------- |
| Me and Bobby McGee                                            | 1971                  | 13-03-1971            | 17              | 8            |             |
| Cry Baby                                                      | 1971                  | 29-05-1971            | 19              | 5            |             |

### NPO Radio 2 Top 2000
| Nummers met noteringen in de NPO Radio 2 Top 2000 | '99 | '00 | '01 | '02 | '03 | '04 | '05 | '06 | '07 | '08 | '09 | '10 | '11 | '12 | '13 | '14 | '15  | '16  | '17  | '18  | '19  | '20  | '21  | '22  | '23  | '24  |
| ------------------------------------------------- | --- | --- | --- | --- | --- | --- | --- | --- | --- | --- | --- | --- | --- | --- | --- | --- | ---- | ---- | ---- | ---- | ---- | ---- | ---- | ---- | ---- | ---- |
| Cry Baby                                          | -   | -   | -   | -   | -   | -   | -   | -   | -   | -   | -   | -   | -   | -   | -   | -   | -    | 1322 | 1264 | 1017 | 1165 | 1346 | 1029 | 1232 | 1360 | 1361 |
| Me and Bobby McGee                                | 185 | 181 | 191 | 181 | 196 | 179 | 172 | 162 | 200 | 165 | 182 | 152 | 215 | 267 | 285 | 265 | 266  | 269  | 272  | 246  | 261  | 301  | 329  | 381  | 391  | 431  |
| Mercedes Benz                                     | 761 | 704 | 798 | 936 | 708 | 660 | 735 | 675 | 883 | 717 | 716 | 591 | 654 | 780 | 806 | 848 | 1027 | 907  | 883  | 870  | 1073 | 1123 | 1238 | 1348 | 1483 | 1335 |
| Try (Just a Little Bit Harder)                    | -   | -   | -   | -   | -   | -   | -   | -   | -   | -   | -   | -   | -   | -   | -   | -   | -    | 1922 | -    | -    | -    | -    | -    | -    | -    | -    |

1. ↑  Een '-' betekent dat het nummer niet was genoteerd en een vetgedrukt getal geeft de hoogste notering van een nummer aan.